# Morne du Lorrain
Morne du Lorrain är ett berg i Martinique. Det ligger i den norra delen av Martinique, 13 km norr om huvudstaden Fort-de-France. Toppen på Morne du Lorrain är 781 meter över havet